# Condado de Marshall (Virgínia Ocidental)
O Condado de Marshall é um dos 55 condados do estado norte-americano da Virgínia Ocidental. A sede do condado é Moundsville, que é também a sua maior cidade. O condado tem uma área de 808 km² (dos quais 13 km² estão cobertos por água), uma população de 35 519 habitantes, e uma densidade populacional de 45 hab/km² (segundo o censo nacional de 2000). O condado foi fundado em 1835.
O limite sul deste condado assenta sobre a linha Mason-Dixon.